# Stephanocyathus
Genre
Stephanocyathus est un genre de coraux durs de la famille des Caryophylliidae.

## Liste d'espèces
Le genre Stephanocyathus comprend les sous-genres et espèces suivantes :
| Selon World Register of Marine Species (29 juin 2015) : - sous-genre Stephanocyathus (Acinocyathus) Wells, 1984 - Stephanocyathus explanans Marenzeller, 1904 - Stephanocyathus spiniger Marenzeller, 1888 - sous-genre Stephanocyathus (Odontocyathus) Moseley, 1881 - Stephanocyathus campaniformis Marenzeller, 1904 - Stephanocyathus coronatus Pourtalès, 1867 - Stephanocyathus nobilis Moseley in Thompson, 1873 - Stephanocyathus weberianus Alcock, 1902 - sous-genre Stephanocyathus (Stephanocyathus) Seguenza, 1864 - Stephanocyathus bipatella Alcock, 1902 - Stephanocyathus crassus Jourdan, 1895 - Stephanocyathus diadema Moseley, 1876 - Stephanocyathus imperialis Cairns, 2004 - Stephanocyathus isabellae Reyes, Santodomingo & Cairns, 2009 - Stephanocyathus laevifundus Cairns, 1977 - Stephanocyathus moseleyanus Sclater, 1886 - Stephanocyathus paliferus Cairns, 1977 - Stephanocyathus platypus Moseley, 1876 - Stephanocyathus regius Cairns & Zibrowius, 1997 - sous-genre Stephanocyathus elegans Seguenza, 1864 † | Selon ITIS (29 juin 2015) : - Stephanocyathus campaniformis Marenzeller, 1904 - Stephanocyathus coronatus De Pourtalès, 1867 - Stephanocyathus crassus Jourdan, 1895 - Stephanocyathus diadema Moseley, 1876 - Stephanocyathus explanans Marenzeller, 1904 - Stephanocyathus laevifundus Cairns, 1977 - Stephanocyathus moseleyanus Sclater, 1886 - Stephanocyathus nobilis Moseley, 1873 - Stephanocyathus paliferus Cairns, 1977 - Stephanocyathus platypus Moseley, 1876 - Stephanocyathus regius Cairns & Zibrowius, 1997 - Stephanocyathus spiniger Marenzeller, 1888 - Stephanocyathus weberianus Alcock, 1902 |